# Gabriele Gabriel
Gabriele Gabriel (* 20. April 1946 in Potsdam) ist eine deutsche Schriftstellerin, die Kriminalromane, Lyrik und Märchen verfasst hat.

## Leben
Gabriele Gabriel erwarb 1962 die Mittlere Reife und absolvierte anschließend eine Lehre als Lebensmittelchemielaborant. Von 1966 bis 1970 arbeitete sie im Institut für organische Chemie an der Pädagogischen Hochschule Potsdam. Dort studierte sie auch Chemie (1967–1969) und schloss ihr Studium als chemisch-technische Assistentin ab. Darauf folgte eine Tätigkeit als Kriminalistin in Potsdam und gleichzeitig ein Fachschulstudium der Staatswissenschaft und Kriminalistik. 1979 schrieb sie sich am Institut für Literatur Johannes R. Becher in Leipzig ein. Drei Jahre später begann ihre Existenz als freischaffende Schriftstellerin.

## Werke

### Epik
- Schuldschein gegen Totenschein. Das Neue Berlin, Berlin 1988, ISBN 3866340966.
- Otto Bauschert (Hg.): Dynamit & Knäckebrot. Geschichten, die das Leben schrieb. Eppe, 2003, ISBN 3890893759.
- Von Spinnweben und Zitronencreme. Frauengeschichten aus hellgrauen Tagen (Hg.). Projekte-Verlag, Sylt 2005, ISBN 3866340567.
- Mittagsschlaf und andere Glücksmomente. Geschichten vom Kleeberg (Hg.). Projekte-Verlag Cornelius GmbH, Sylt 2006, ISBN 3866340893.

### Lyrik
- Schleenhain. Gedicht in Das Rum-Schiff, 1981, ISBN 3730300962.
- Warten auf Grün. Gedicht, 1994.
- Sylt: 9 Minuten vor Sonnenaufgang. Husum Druck, Husum 2006, ISBN 3898762963.
- Geflochtener Sand - Haiku. Projekte-Verlag, 2009, ISBN 3866347103.

### Drehbücher
In der Krimi-Fernsehserie Polizeiruf 110:
- 1983: Polizeiruf 110: Eine nette Person
- 1985: Polizeiruf 110: Der zersprungene Spiegel
- 1988: Polizeiruf 110: Der Kreuzworträtselfall
- 1996: Polizeiruf 110: Der Pferdemörder